# Hans Ephraimson-Abt
Hans Eduard Ephraimson-Abt (7 tháng 3 năm 1922 – 18 tháng 10 năm 2013) là một doanh nhân người Đức-Mỹ. Sau khi con gái ông qua đời trong vụ tai nạn chuyến bay 007 của Korean Air Lines năm 1983, ông đã trở thành nhân vật tiên phong trong việc vận động xây dựng các hệ thống hỗ trợ và thúc đẩy thay đổi luật pháp cho các gia đình bị ảnh hưởng bởi tai nạn hàng không.

## Tiểu sử
Ephraimson-Abt sinh ngày 7 tháng 3 năm 1922 tại Berlin, Đức, trong một gia đình Do Thái. Trước sự trỗi dậy của Đức Quốc xã, ông theo học ngành quản lý khách sạn ở Thụy Sĩ và đã ở lại đây trong suốt chiến tranh thế giới thứ II, phải sống trong nhiều trại tị nạn do thân phận là một người tị nạn Do Thái. Chính trải nghiệm này đã giúp ông thành thạo tiếng Đức, Pháp, Anh và một số ngôn ngữ châu Âu khác, làm nền tảng cho công việc vận động quốc tế sau này của ông. Năm 1945, sau khi chiến tranh kết thúc, ông trở về Đức một thời gian ngắn trước khi nhập cư vào Hoa Kỳ năm 1950 để đoàn tụ với gia đình - những người đã may mắn chạy thoát khỏi sự truy bức của phát xít. Ông định cư tại New York và trở thành một công dân nhập tịch Hoa Kỳ.

## Sự nghiệp
Ban đầu, ông giữ chức vụ Giám đốc phòng báo chí của Tổng Lãnh sự quán Tây Đức tại New York, một vị trí phát huy tối đa các kỹ năng đa ngôn ngữ và hiểu biết sâu rộng về Quan hệ Đức – Hoa Kỳ của ông. Vào những năm 1960, ông chuyển hướng sang sự nghiệp tư vấn kinh doanh quốc tế, chuyên sâu vào lĩnh vực thương mại xuyên biên giới và đàm phán. Kinh nghiệm làm việc của ông bao gồm hợp tác với nhiều công ty cả châu Âu lẫn Hoa Kỳ.

### Người bảo vệ quyền lợi cho nạn nhân tai nạn hàng không
Vào ngày 1 tháng 9 năm 1983, trên hành trình từ Thành phố New York đến Seoul, Hàn Quốc và có điểm dừng ở Anchorage, Alaska, Chuyến bay 007 của Korean Air Lines – một chiếc Boeing 747-230B chở 246 hành khách và 23 phi hành đoàn, đã bị Không quân Liên Xô bắn hạ trên đảo Moneron, sau khi máy bay này chệch hướng khỏi lộ trình và bay vào vùng cấm của Liên Xô, khiến toàn bộ hành khách trên máy bay thiệt mạng. Trong số các hành khách trên chuyến bay đó, có con gái của Ephraimson-Abt, Alice, một cử nhân chuyên ngành Nghiên cứu Đông Á của Đại học Wittenberg. Cô đang trên đường đến Bắc Kinh, qua Seoul và sau đó là Hồng Kông, để dạy tiếng Anh và học tiếng Quan Thoại tại Đại học Nhân dân Trung Quốc.  Tuy nhiên nhiều gia đình của nạn nhân, bao gồm cả Ephraimson-Abt, không được hãng hàng không thông báo trực tiếp về vụ tai nạn. Ông chủ yếu biết về vụ bắn hạ từ một người quản lý khách sạn ở Hồng Kông, người mà anh đã yêu cầu hỗ trợ Alice khi cô đến. Khi ông liên hệ với Korean Air để xin thông tin, hãng hàng không này đột ngột từ chối cuộc gọi, không cung cấp hỗ trợ hoặc thông tin chi tiết nào.
Do sự thiếu hỗ trợ và thông tin từ Korean Air Lines sau thảm kịch chuyến bay KAL 007, Ephraimson-Abt đã cùng thành lập Hiệp hội Gia đình các Nạn nhân KAL 007 của Mỹ (American Association for Families of KAL 007 Victims) vào năm 1983 và giữ chức vụ Chủ tịch. Để vận động cho những thay đổi lớn, bao gồm nâng cao tiêu chuẩn trách nhiệm bồi thường của các hãng hàng không và thiết lập vai trò hỗ trợ gia đình nạn nhân của Ủy ban An toàn Giao thông Quốc gia (NTSB), ông đã gặp gỡ 149 quan chức bộ ngoại giao Hoa Kỳ và đến Washington hơn 250 lần.  Sau khi Liên Xô  giải thể, Ephraimson-Abt đã nhận được sự ủng hộ của các thượng nghị sĩ Ted Kennedy, Sam Nunn, Carl Levin và Bill Bradley. Những người này đã cùng viết thư cho Tổng thống Liên Xô Mikhail Gorbachev để yêu cầu làm rõ thông tin về vụ KAL 007. Về sau, tổ chức của ông được mở rộng thành Nhóm Gia đình Nạn nhân Tai nạn Máy bay (Air Crash Victims Family Group) nhằm hỗ trợ các gia đình bị ảnh hưởng bởi những thảm kịch hàng không khác.
Năm 1996, ông có đóng góp quan trọng cho sự ra đời của Đạo luật Hỗ trợ Gia đình Nạn nhân Thảm kịch Hàng không (Aviation Disaster Family Assistance Act). Đạo luật này được giao cho Ủy ban An toàn Giao thông Quốc gia (NTSB) và Hội Chữ thập đỏ Mỹ trách nhiệm phối hợp hỗ trợ các gia đình nạn nhân trong các vụ tai nạn hàng không.  Đến năm 1997, ông tiếp tục giúp đàm phán một thỏa thuận quốc tế dưới sự bảo trợ của Tổ chức Hàng không Dân dụng Quốc tế (ICAO), theo đó mức trách nhiệm bồi thường tối thiểu của các hãng hàng không trong các vụ tai nạn quốc tế được tăng từ 75.000 USD lên 139.000 USD cho mỗi hành khách, qua đó giảm bớt gánh nặng cho các gia đình trong việc chứng minh lỗi của hãng hàng không tại tòa án. Những nỗ lực của ông đã đạt đến đỉnh điểm vào năm 2013 tại Đại hội đồng ICAO lần thứ 38 ở Montreal, khi một quy định chính thức về việc hỗ trợ nạn nhân và gia đình các nạn nhân vụ tai nạn hàng không được thông qua, thiết lập các tiêu chuẩn toàn cầu về hỗ trợ sau vụ tai nạn.
Năm 1992, Ephraimson-Abt dẫn đầu một phái đoàn gồm các gia đình nạn nhân chuyến bay KAL 007 đến Moskva. Tại đây, Tổng thống Nga khi đó là Boris Yeltsin đã cung cấp cho họ bản ghi âm buồng lái của  máy bay. Đoạn băng ghi âm tiết lộ rằng KAL 007 vẫn còn bay lượn trên không trung vài phút sau khi bị hai tên lửa không đối không của Liên Xô bắn trúng trước khi rơi xuống biển. Thông tin quan trọng này đã làm sáng tỏ trình tự sự kiện và là cơ sở cho các hành động pháp lý sau đó.
Năm 1997, gia đình ông Ephraimson-Abt đã được tòa án ở Uniondale, New York phán quyết đã trả 2,1 triệu USD tiền bồi thường trong vụ kiện chống lại Korean Air Lines. Dù đánh giá cao số tiền bồi thường đáng kể này, ông Ephraimson-Abt vẫn nhấn mạnh rằng nó không thể bù đắp được những thiếu sót của hãng hàng không trong việc tìm kiếm, thu hồi hài cốt các nạn nhân cũng như cung cấp thông tin kịp thời cho các gia đình.

## Cuộc sống cá nhân
Ephraimson-Abt kết hôn với Christine Anger vào những năm 1950, và cặp đôi có ba người con: hai con gái và một con trai, bao gồm cả Alice. Cặp đôi ly hôn vào đầu những năm 1970. Sau khi ly hôn, ông nuôi dạy các con với tư cách là một người cha đơn thân.  Ông qua đời ở tuổi 91 vì bệnh suy tim vào ngày 18 tháng 10 năm 2013, tại Short Hills, New Jersey.
Sau khi ông qua đời, bà Deborah Hersman, Chủ tịch Ủy ban An toàn Giao thông Quốc gia (NTSB) thời điểm đó, đã ghi nhận rằng Ephraimson-Abt là người đã đấu tranh cho những nạn nhân không thể lên tiếng trong các thảm kịch hàng không, những người thậm chí còn không ý thức được họ cần có tiếng nói ấy. Ông đã biến nỗi đau cá nhân thành những nỗ lực không mệt mỏi nhằm đảm bảo các gia đình nạn nhân được đối xử với sự tôn trọng và nhân phẩm mà họ xứng đáng.

## Giải thưởng và danh hiệu
- Sĩ quan Huân chương Thập tự Cộng hòa Liên bang Đức (2012)[1]